# Hamza Khan
Mohammad Hamza Khan (* 2. November 2005 in Peschawar) ist ein pakistanischer Squashspieler.

## Karriere
Hamza Khan war in seiner Junioren-Karriere sehr erfolgreich. 2019 wurde er Asienmeister mit der Mannschaft. Er gewann 2020 die U15-Konkurrenz bei den British Junior Open und nur ein Jahr darauf die U19-Kategorie bei den US Junior Open. Bei den Weltmeisterschaften 2022 erreichte er das Halbfinale, in dem er gegen Finnlay Withington ausschied. Mit der Mannschaft unter er im Halbfinale Ägypten. Ein Jahr darauf erreichte er im Einzel das Finale, das er gegen Mohamad Zakaria in vier Sätzen gewann. Darüber hinaus wurde er 2023 in Chennai mit der pakistanischen Mannschaft Junioren-Asienmeister. 2024 verpasste er bei der Junioren-Weltmeisterschaft nach einer Viertelfinalniederlage gegen Na Joo-young die Titelverteidigung. Bei der Junioren-Asienmeisterschaft im Einzel gelang ihm hingegen dank eines Finalerfolgs gegen Harith Danial der Titelgewinn.
Khan spielte 2020 bereits erstmals auf der PSA Squash Tour und gewann auf dieser bislang einen Titel. Dieser Titelgewinn gelang ihm in der Saison 2024/25 im Juni 2025 in Kalgoorlie. Bei der pakistanischen Nationalmannschaft gab er im Rahmen der Asienmeisterschaften 2022 sein Debüt und belegte mit ihr Rang fünf. Als zu dem Zeitpunkt amtierender Junioren-Weltmeister erhielt Khan für die Weltmeisterschaft 2023/24 automatisch einen Startplatz. Er unterlag in der ersten Runde Nicolas Müller. Seine höchste Platzierung in der Weltrangliste erreichte er mit Rang 99 am 4. August 2025.
Sein Onkel Shahid Zaman war ebenfalls als Squashspieler aktiv.

## Erfolge
- Gewonnene PSA-Titel: 1